# Atitudes da sociedade em relação à homossexualidade

Pesquisa de 2019 do Pew Research Center: A homossexualidade deve ser aceita na sociedade? Percentagem de entrevistados que responderam aceitar:
0-10%
11-20%
21-30%
31-40%
41-50%
51-60%
61-70%
71-80%
81-90%
91-100%
Sem dados

As atitudes da sociedade em relação à homossexualidade variam grandemente em diferentes culturas e diferentes períodos históricos, assim como as atitudes para com o desejo, as atividades e os relacionamentos sexuais em geral. Todas as culturas têm os seus próprios valores adequados e inadequados em relação à sexualidade. Algumas sancionam o amor e as relações sexuais entre pessoas do mesmo sexo, enquanto outras, ainda que não sancionem, reprovam tais atividades. Mantido um comportamento heterossexual, diferentes conjuntos de prescrições podem ser dados a indivíduos de acordo com seu gênero, idade, status e/ou classe social. Por exemplo, entre a classe dos samurai do Japão pré-moderno, era recomendado a um adolescente iniciante que tivesse uma relação erótica com um guerreiro mais velho (ver Shudo), mas as relações sexuais entre os dois se tornavam inadequadas uma vez que o menino se tornasse adulto.
A maioria das culturas do mundo tem considerado o sexo procriativo como uma relação a ser reconhecida como norma sexual - às vezes de forma exclusiva e, por vezes, junto a normas de amor do mesmo sexo. Algumas religiões, sobretudo aqueles influenciados pela tradição abraâmica, têm tradicionalmente condenado os atos e relacionamentos homossexuais, em alguns casos aplicando punições severas aos infractores. Desde a década de 1970, em grande parte do mundo tornou-se mais aceitável as relações sexuais entre pessoas do mesmo sexo quando os parceiros tenham a idade legal. A Pesquisa sobre atitudes globais de 2007 do Pew Research Center concluiu que os "povos na África e no Oriente Médio opõem-se fortemente à aceitação social da homossexualidade. Mas há muito maior tolerância para a homossexualidade nos principais países latino-americanos, como México, Argentina, Chile e Brasil. As opiniões na Europa são divididas entre o Ocidente e o Oriente. Maiorias em cada nação da Europa Ocidental pesquisadas dizem que homossexualidade deve ser aceita pela sociedade, embora a maioria dos russos, poloneses e ucranianos discordem. Estadunidenses estão divididos - uma estreita pluralidade (49%) considera que a homossexualidade deve ser aceita, enquanto 41% discordam."

## Atitudes anti-homossexuais

### Conservadorismo
Conservadorismo é um termo amplamente usado para pessoas que estão inclinadas à valores tradicionais.
Enquanto o conservadorismo inclui o ponto de vista de muitas pessoas, este tem uma proporção significativa de adeptos que consideram homossexuais, e especialmente os esforços de homossexuais para alcançar certos direitos e reconhecimento, a ser uma ameaça às tradições valorizadas, instituições e liberdades. Tais atitudes são geralmente vinculadas com oposição ao que alguns conservadores chamam de "agenda homossexual".
A constatação de que as atitudes para sexualidades alternativas estão fortemente relacionadas com a natureza do contato e com as crenças pessoais, é indicada em uma variedade de investigação ao longo de um período de tempo considerável, e os homens e mulheres conservadoras se destacam em seus pontos de vista especificamente.
Um exemplo de visões conservadoras também pode ser encontrado na discussão sobre o que os conservadores chamam de "recrutamento homossexual", dentro de um documento divulgado pela organização cristã conservadora Alliance Defense Fund, que afirma:
O movimento ativista homossexual está dirigindo uma agenda que vai limitar severamente a capacidade de viver e praticar o Evangelho, seja na sala de reuniões, sala de aula, corredores do governo, organizações privadas e até mesmo em locais de culto. Em suas tentativas incansáveis para obter direitos especiais, que nenhum outro grupo de interesse especial tem, eles estão em processo de redefinição da família, exigindo não só "tolerância"... mas "aceitação", e, finalmente, tentar marginalizar, censor, e punir aqueles indivíduos que se interpõem no caminho de seus múltiplos objetivos.
Como ilustra esta afirmação, aqueles que acreditam que uma atitude de desaprovação em relação à homossexualidade é um princípio de sua religião pode ver esforços para abolir tais atitudes como um ataque à sua liberdade religiosa. Aqueles que consideram a homossexualidade como um pecado ou perversão pode acreditar que a aceitação de pais homossexuais e casamento homossexual irá redefinir e diminuir as instituições da família e do casamento. De modo mais geral, os conservadores-por-definição preferem que as instituições, tradições e valores permaneçam inalterados, e isso coloca muitos deles em oposição aos esforços destinados a aumentar a aceitação cultural aos direitos legais dos homossexuais.